# 加藤重勝
加藤 重勝（かとう しげかつ、慶長19年（1614年） - 延宝7年6月28日〈1679年8月4日〉）は、江戸時代前期の武士、旗本。通称は権左衛門。重遠とも称す。加藤重常の三男。兄弟に加藤重正、加藤正光、加藤忠重。養子に加藤重善がいる。
寛永3年（1626年）数え13歳で徳川秀忠に拝謁。寛永9年（1632年）より徳川家光に仕え、土蔵番を勤める。寛永20年（1643年）、番を免ぜられ、兄加藤重正に従い馬術の修行をするよう命じられる。正保元年（1644年）蔵米150俵賜る。のちに馬預となり、万治3年（1660年）に50俵加算され、合わせて蔵米200俵となった。寛文元年（1661年）以降、お役目で馬を求めてしばしば陸奥国に赴く。延宝7年（1679年）死去。享年66。武蔵国多摩郡高井戸（現在の東京都杉並区永福1丁目）の永福寺に葬られた。以後永福寺が代々の葬地となった。加藤重勝は永福寺の中興開基として伝わる。下高井戸村に拝領地があったいう。